# Thin Small Outline Package

Type I TSOP mit 32 Pins

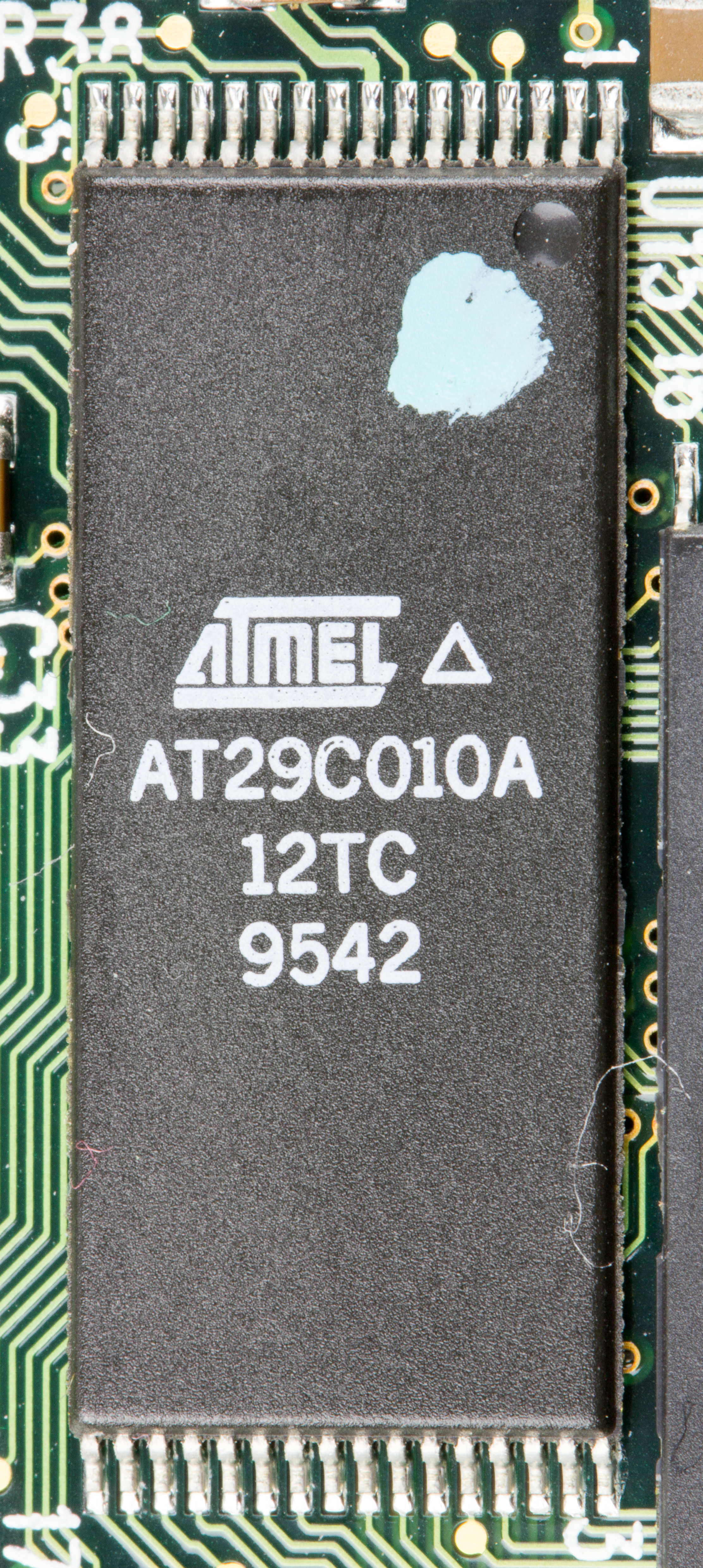
TSOP32 Typ I des Atmel AT29C010A

Thin small-outline package (engl., TSOP) ist ein Chipgehäusetyp für die Oberflächenmontage (SMD) von integrierten Schaltkreisen (ICs). Ein besonderes Merkmal dieser Gehäuseform ist die geringe Höhe (etwa 1 mm) und der bei manchen Typen geringe Pinabstand von 0,5 mm.

## Formen
TSOP sind rechteckige Kunststoffgehäuse, welche die elektrischen Anschlüsse (Pins) immer nur an zwei Seiten haben. Es werden zwei Typen unterschieden: Typ I hat die elektrischen Anschlusspins an den beiden kürzeren Gehäuseseiten, Typ II an den beiden längeren Gehäuseseiten.
| Bezeichnung | Pinanzahl | Breite in mm | Länge in mm | Pinabstand in mm |
| ----------- | --------- | ------------ | ----------- | ---------------- |
| TSOP28      | 28        | 08,1         | 11,8        | 0,55             |
| TSOP28/32   | 28/32     | 08           | 18,4        | 0,5              |
| TSOP40      | 40        | 10           | 18,4        | 0,5              |
| TSOP48      | 48        | 12           | 18,4        | 0,5              |
| TSOP56      | 56        | 14           | 18,4        | 0,5              |

| Bezeichnung  | Pinanzahl | Breite in mm | Länge in mm | Pinabstand in mm |
| ------------ | --------- | ------------ | ----------- | ---------------- |
| TSOP20/24/26 | 20/24/26  | 07,6         | 17,14       | 1,27             |
| TSOP24/28    | 24/28     | 10,16        | 18,41       | 1,27             |
| TSOP32       | 32        | 10,16        | 20,95       | 1,27             |
| TSOP40/44    | 40/44     | 10,16        | 18,42       | 0,8              |
| TSOP50       | 50        | 10,16        | 20,95       | 0,8              |
| TSOP54       | 54        | 10,16        | 22,22       | 0,8              |
| TSOP66       | 66        | 10,16        | 22,22       | 0,65             |